# Porsche 904
A Porsche 904, vagy hivatalos elnevezéssel Porsche Carrera GTS a Porsche KG által Stuttgartban, Németországban, 1963 és 1965 között gyártott homologizált versenyautó. Az autó a Porsche nevezékrendszerében a fejlesztési szám alapján kapta a 904-es jelölést. Az FIA homologizációs előírásainak megfelelően utcai forgalomba helyezett autókat is kellett gyártani ahhoz, hogy a típus a versenyzéshez szükséges engedélyeket megkapja, az utcai autókat azonban – jogi problémák miatt – nem forgalmazhatták ezzel a számozással. Az 1963-as évben a Porsche bemutatta a frankfurti autószalonon a 901-es modellt, majd a következő évben a párizsi autószalonon is tervezték a megjelenést, azonban a Peugeot jelezte, hogy ők már korábban levédték Franciaországban típusaik jelöléséhez a három szám középen nullával karakterkombinációt. A Porsche – elkerülendő a jogi vitákat – átnevezte a 901-est 911-esre és ezután nem használta utcai autóin a három szám, középen nulla kombinációt, és ebből az okból kifolyólag a 904-es kereskedelmi forgalmazásakor a Porsche Carrera GTS nevet használták. Összesen 116 darab Porsche 904-es készült.

## Modellfejlesztés
A Porsche 1963-ra kifejlesztette a 718-as utódját. Az új modell 1963 novemberétől a belső 904-es típusszámmal indult a sportautó-világbajnokság futamain, a GT osztályban. Az FIA homologizációs szabályzata szerint legkevesebb 100 darab közúti forgalomba helyezhető gépkocsit kellett legyártani a szükséges versenyengedélyek beszerzéséhez. A sportkocsi iránt olyan nagy volt az érdeklődés, hogy a tervezett mennyiségen felül további tizenhat példány is legyártásra került. A Porsche már a fejlesztés fázisában nagy hangsúlyt fektetett arra, hogy az autót költséghatékonyan lehessen előállítani, így egy meglehetősen kedvező – 29 700 márkás – kiskereskedelmi árat tudtak képezni. A kereskedelmi forgalmazáskor a közúti forgalomba helyezhető autóknál a Carrera GTS típusjelzést használták a belső 904-es kód helyett – tiszteletben tartva a Peugeot védelmét a három szám, középen nulla típusjelzés-kombinációra.
A 904 volt az utolsó olyan Porsche, amit Ferdinand Alexander Porsche tervezett, és az utolsó olyan modell, amibe az Ernst Fuhrmann által tervezett négyhengeres, léghűtéses boxermotor került beépítésre. Egy korszak lezárulását jelentette az is, hogy a 904-es volt az utolsó olyan Porsche, ami utcai autóból épített versenyautó volt – utódjánál a 906-os tervezésénél elsősorban a versenypályán hasznosítható tulajdonságot helyezték előtérbe, ezért a 906-os inkább egy versenyautó, ami a homologizációs előírok miatt közúti közlekedésre is alkalmas. A Porsche 904-es volt az első Porsche, ami acélvázra szerelt műanyag karosszériával rendelkezett.

### 904 kupé (1963–1964)

#### Karosszéria
A 904-es műanyag karosszériája az alacsony költségű gyártás mellett technikai újdonság is volt. A karosszéria hordozója csővázas megoldás helyett könnyebb és olcsóbban gyártható, hagyományos acél padlólemez volt, amely két hosszanti tartóra hegesztett összekötő kereszttartóból áll. A BASF által gyártott, üvegszállal erősített poliészter gyantával kombinált műanyag karosszériát Speyerben a Heinkel üzemében szerelték össze a padlólemezzel. Az összeszerelésnél a csavarozás mellett ragasztási technikát is alkalmaztak, ezzel nagyfokú merevséget sikerült elérni.
A kétüléses kupé középmotoros elrendezésű. A motor az utastér mögött és a hátsó tengely előtt hosszirányban elhelyezett, a váltó a motor mögött van, a gépkocsi hátsókerék meghajtású. A jobb tömegeloszlás érdekében a 110 literes üzemanyagtartály, az olajhűtő és a szükség-pótkerék az első fedél alatt helyezkedik el. A FIA előírásainak értelmében a GT osztályú autóknak csomagtérrel is rendelkezniük kellett, ezért a hátsó rendszámmal együtt lenyitható fedél mögött egy 650 × 400 × 200 mm méretű – hozzávetőlegesen 52 l űrtartalmú – csomagteret alakítottak ki.
Az aerodinamikailag kialakított karosszériának kicsi homlokfelülete van, nem érzékeny az oldalszélre és nagy sebességnél is stabilan irányítható. Az összes legyártott gépkocsi ezüst-szürke fényezést kapott, a későbbiekben néhányat más fényezéssel láttak el.
A belső felszereltség puritán, csak a versenyzéshez szükséges dolgok találhatóak meg benne. A jó oldaltartást adó üléseket a karosszériához fixen rögzítették, azonban a pedálsor, illetve a kormányoszlop az autó hossztengelyével párhuzamosan állítható. Az ajtók plexi ablakai a korai modelleken vízszintesen elhúzhatóak voltak, a későbbieket függőlegesen le- és feltekerhető ablakokkal szerelték, ezenkívül egy kis háromszögablak is felkerült az autóra, illetve megnövelték az ajtó belső részén található rakodózsebeket.
Az 1964-es sportkocsi-világbajnokság szezonja közben a Porsche tovább fejlesztette a sportautót, az 1965-ös szezonra átdolgozott orr-résszel és nagyobb légbeömlőkkel látták el a gépkocsit, mind a fékek, mind pedig a motor hűtőlevegője nagyobb nyíláson áramolhatott be a rendeltetési helyére.

#### Futómű
A Porsche 904-es elöl-hátul független kerékfelfüggesztést kapott két ferde karból álló kettős keresztlengőkarral, szilentblokkokkal. A rugózást és a csillapítást tekercsrugók, illetve a rugókon belül elhelyezett teleszkóp lengéscsillapítók végzik. Elöl-hátul stabilizátorrúd segíti a biztos kanyarvételt, a kétkörös, hidraulikus, elöl-hátul tárcsákkal ellátott fékrendszer a Porsche 911-esből származik, a versenyterheléshez igazított, megnövelt fékteljesítménnyel.
A GTS kivitel megrendelésekor a vásárló kétféle gumiszett közül választhatott: 185/70-HR-15 méretű utcai radiál gumikkal, vagy elöl 5,5J × 15-ös, hátul 6J × 15-ös méretű keréktárcsákra szerelt versenygumikkal kérhette autójának kiszállítását.

#### Motor és nyomatékváltómű

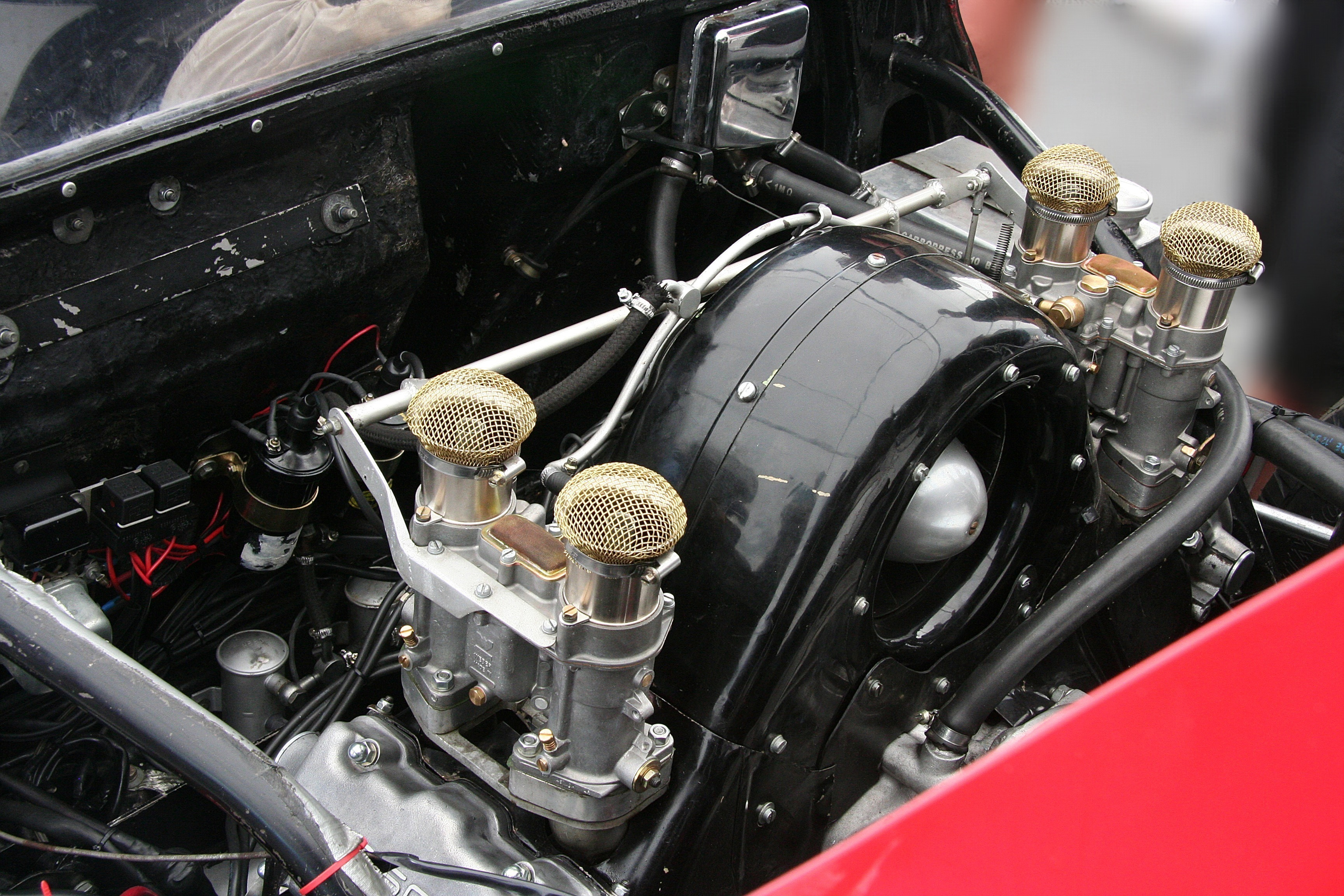
587/3-as típusú Fuhrmann-motor egy Porsche 904-esben, megváltoztatott porlasztókkal

A Porsche eredetileg a Porsche 911 hathengeres motorjának beépítését tervezte a GTS modellben, azonban különböző megfontolásokból inkább a korábbi versenyeken már bizonyított és sok sikert elérő Porsche 356 Carrera 2 587/3-as típusú, négyhengeres boxermotorját alkalmazták. A Porsche azzal indokolta ezt a döntést, hogy a négyhengeres motor számára stabilabb pótalkatrészellátást tudtak biztosítani, illetve ennek a motortípusnak a karbantartási metódusa ismertebb, elterjedtebb volt szerte a világon, mint a hathengeresé, a szerelőknek nem kellett új ismereteket elsajátítani az üzemeltetéshez. Ebből az úgynevezett Fuhrmann-motorból – a tartalék motorokkal együtt – a 904-es sorozat részére 200 darabot gyártottak.
A motor kényszerléghűtéses és szárazkarteres felépítésű, a beépítés a farmotoros 356-os képest fordított, a motor van a hátsó tengely előtt, a nyomatékváltómű pedig a motor mögött. A forgattyúsház, a hengerek és a hengerfej könnyűfémötvözetből készültek, a hengerek belső fala acélbevonatú, a kedvező kenés és hűtés érdekében olajzsákokkal ellátott. A két felülfekvő vezérműtengelyt királytengely hajtja az esőáramú porlasztók Weber, vagy Solex márkájúak. Az égés megindítását hengerenként két gyújtógyertya biztosítja, két gyújtáselosztóval, a gyújtásrendszert egy 450 W-os generátor és 12 V-os akkumulátor táplálja.
A széria változat kétliteres motorja 9,8:1 kompresszióviszonnyal rendelkezik, maximális teljesítménye 6900 1/min-es fordulatszámon 114 kW (155 LE). A versenyváltozatok 7200 1/min-en 132 kW (180 LE) teljesítményt adnak le, ez finomhangolással megnövelhető 136 kW (185 LE)-ig is. A sportkocsi egy újonnan fejlesztett 5 fokozatú nyomatékváltóművet és a váltóval közös házban lévő sperrdiferenciált kapott, amelyet a ZF szállított a Porsche részére. A szériaváltozat 252 km/h-s végsebességet és 5,5 s 0–100 km/h-s gyorsulást nyújtott.
Gyári versenyautóként – 904/8-as típusszámmal – készült nyolchengeres változat is, ebbe a 2,2 l-es Typ 771-es motor került, ami korábban a 718 RS 61-ben került kipróbálásra az 1962-es Targa Florio-n. A hengersoronként két – királytengellyel hajtott – felülfekvő vezérműtengellyel ellátott motor 10,2:1 kompresszióviszonnyal rendelkezik, maximális teljesítménye 8600 1/min-es fordulatszámon 198 kW (270 LE).
A 901/20 típusú kétliteres, hathengeres, léghűtéses boxermotort először 1964-ben használták a 904/6 típusban. A 911-esből származó motort jelentősen módosították a versenyzéshez, 54 kg-mal könnyebb lett, mint a széria motor. A forgattyúsház elektronból, a hengerfejek és a hengerek könnyűfémből készültek. A láncos vezérlés hengersoronként egy darab felülfekvő vezérműtengellyel valósítja meg a szelepek nyitását és zárását, a keverékképzésről hengersoronként egy-egy Weber háromtorkú esőáramú karburátor gondoskodik. A versenymotor 10,3:1-es kompresszióviszony mellett 8000  1/min fordulatszámnál 155 kW (210 LE) leadására képes.

### 904 Bergspyder (1965)

#### Karosszéria

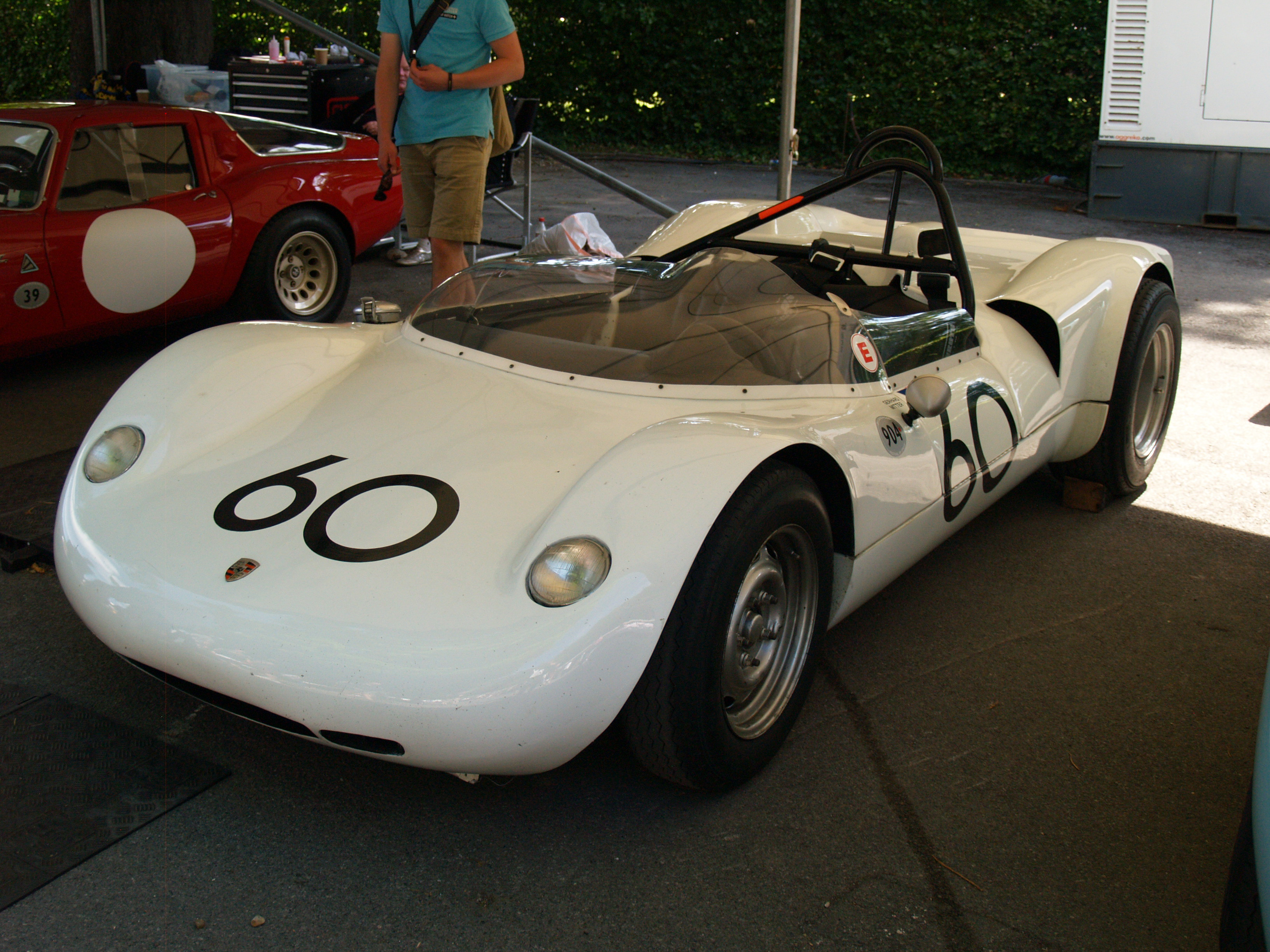
Gerhard Mitter 906-004-es alvázszámú 1965-ös Porsche 904/6 Bergspydere a 2015-ös goodwood-i Festival of Speed-en

Az 1964-es bajnokságban sikeres Porsche 718 RS 61 Spydert az 1965-ös idényben leváltotta a 904-es. A 904 Bergspyder a 904/8 Coupén alapult, az autók 906-tal kezdődő alvázszámokat kaptak – megkülönböztetendő a Coupétól.
Az alapmodelltől átvett acélpadló-lemezre egy, a kupétól teljesen eltérő, nyitott fülkés műanyag karosszériát építettek.  A rövid első túlnyúlás, a tető hiánya, az alacsony szélvédő olyan önálló stílusjegyeket biztosítanak az autónak, amely dizájn szempontból semmilyen rokonságot nem mutat az áramvonalas kupé karosszériájával. A tető nélküli karosszéria versenysportban is kamatoztatható valódi hozadéka azonban a jelentős tömegvesztés, a Bergspyder az 570 kg-os saját tömegével, mintegy 120 kg-mal volt könnyebb a kupénál.
Az 1965-ös hegyi Európa-bajnokság idénye alatt a karosszéria több változtatáson ment keresztül. A mellső tengely előtti túlnyúlást tovább rövidítették, illetve a 906 004-es alvázszámtól kezdődően az orr-rész lecsapott lett. Később egy új, aerodinamikailag optimalizált, a frontrészen lekerekített karosszériát is kapott a típus.
A Porsche 904 Bergspyderből összesen öt darab készült, amelyből három megsemmisült versenybalesetek során. A versenyautóval mindössze egy összesített győzelmet sikerült szerezni Gerhard Mitternek a rossfeldi hegyi felfutón. A 904 Bergspydert az 1965-ös idény végén Ollon-Villarsban megrendezett a versenyen a Porsche 906 Bergspyderrel váltották le.

#### Futómű
A futómű és a kerekek változtatás nélkül kerültek át a kupéból. A lecsökkent tömeg miatt a menetteljesítmény jelentősen megnőtt, azonban mivel a futómű teljesítményét nem igazították a megnövekedett menetteljesítményhez, ezért a 904 Bergspyder rendkívül nehezen vezethető és kezelhető autó volt. A kezelhetetlensége és az egyenetlen útfelületen fellépő elpattogási hajlama miatt a kenguru gúnynevet kapta a versenycsapattagoktól.

#### Motor és nyomatékváltómű
A 904 Bergspyder Typ 771-es kétliteres nyolchengeres boxermotort kapott. Ez a motor 1962-ben a Porsche 718 RS 61-ben jelent meg, a keverékképzésről Bosch befecskendező-rendszer gondoskodott. A szelepeket királytengellyel hajtott két felülfekvő vezérműtengely mozgatja. Az erőforrás 8800 1/min fordulatszámnál 191 kW (260 LE) teljesítményt ad le 10,5:1-es sűrítési viszony mellett. A kupéból a végáttétel változtatása nélkül átvett nyomatékváltómű 260 km/h-s végsebességet biztosít a gépkocsinak.

## Versenytörténelem

### 1964 – győzelmek a sportkocsi-világbajnokságon

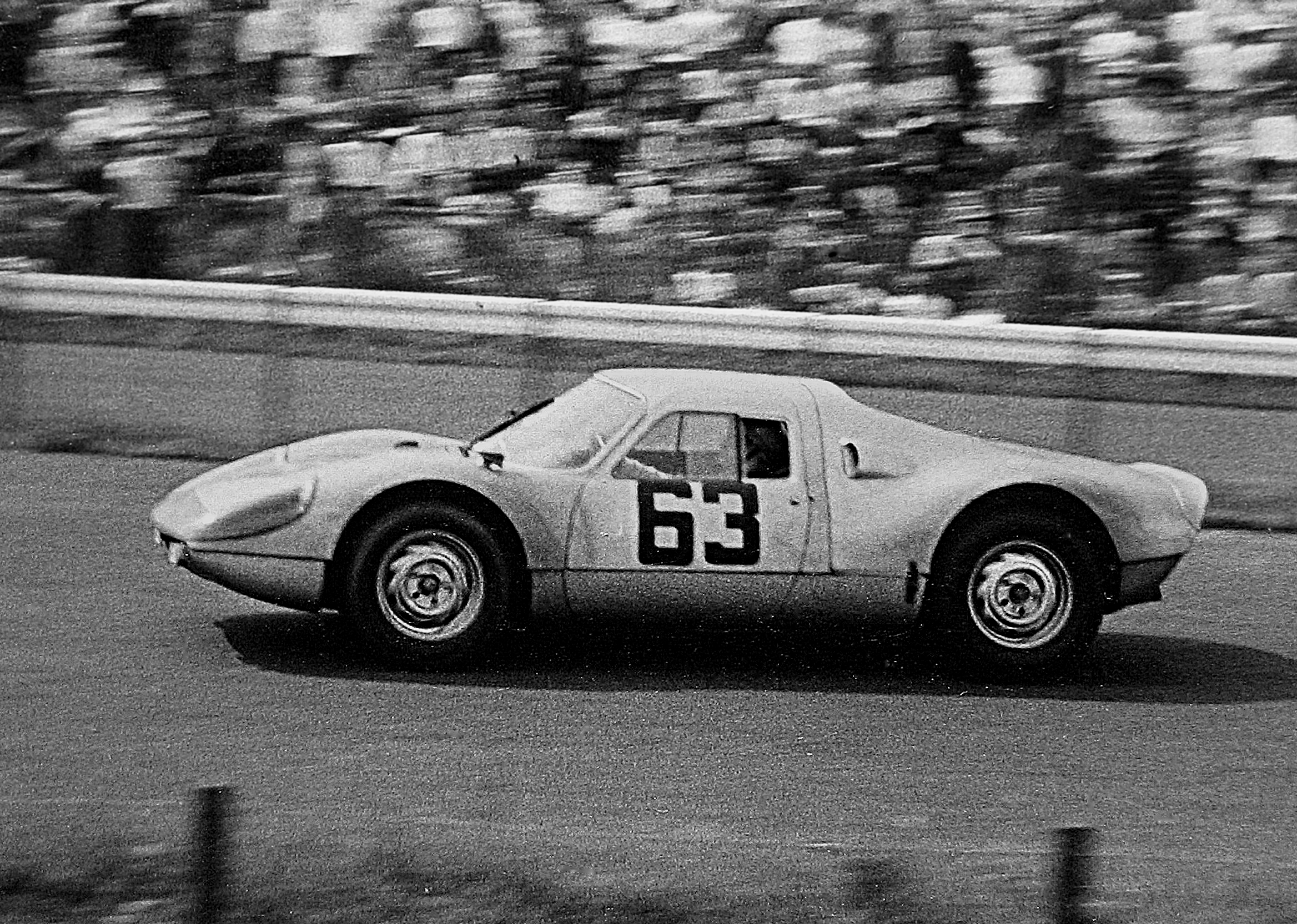
Nasif Estéfano és Andrea Vianini Porsche 904 GTS-e a nürburgringi 1000 km-es versenyen 1964. május 31-én

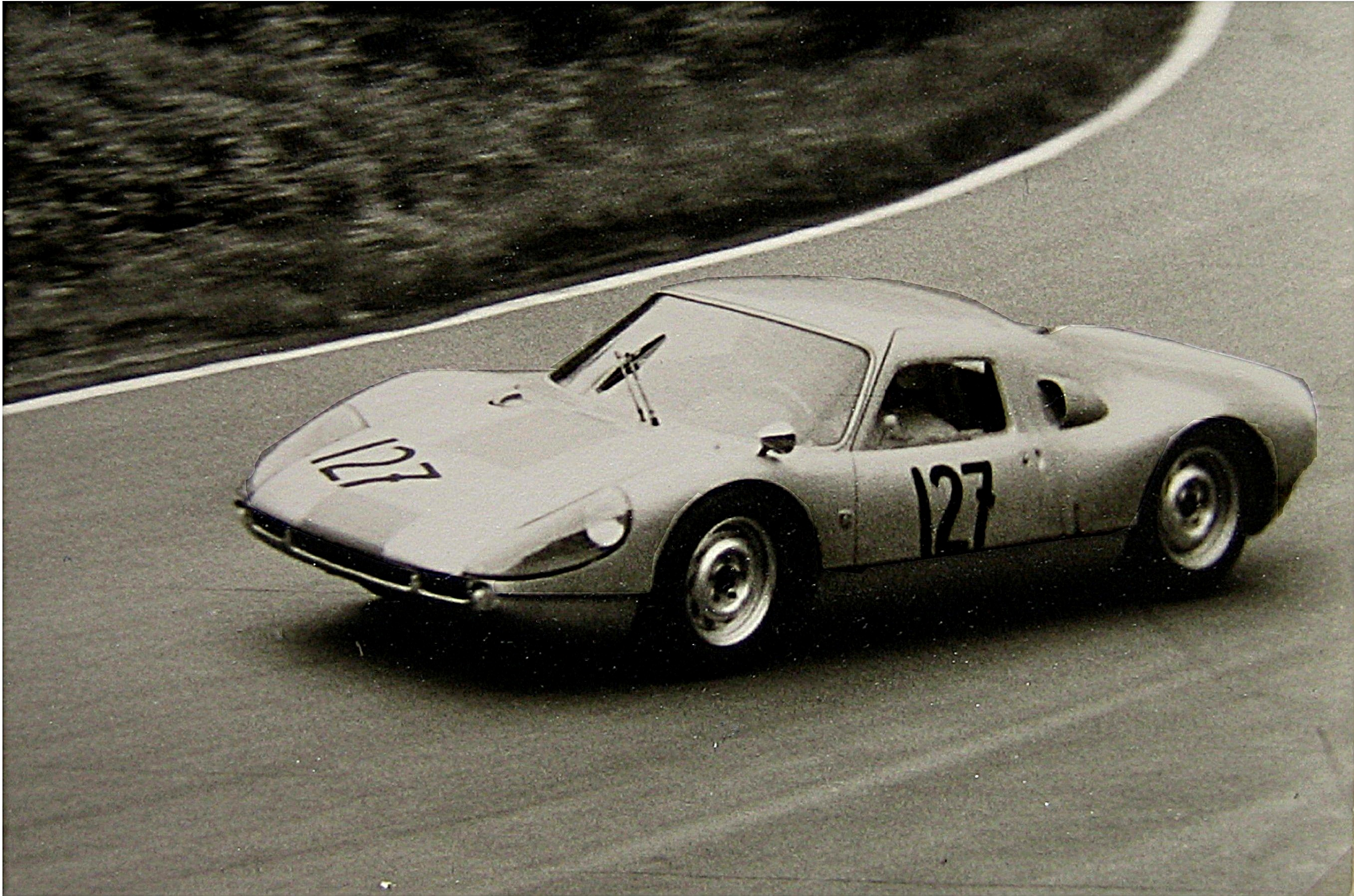
Edgar Barth Porsche 904-8-assal a Nürburgringen edzéskörön 1964-ben

A Porsche 904-es első bevetése 1964 márciusában a sebringi 12 órás versenyen volt. Mivel még hiányzott az autó homologizációs engedélye, ezért a prototípusok osztályában indították a sportkocsit, Lake Underwood és Briggs Cunningham versenyzők összesített kilencedik helyet és P3.0 osztály győzelmet szereztek a versenyen. Ugyanebben a szezonban a Targa Florion már gyári csapatként indították az autót és a Carrera GTS első összesített győzelmét sikerült megszerezni. Az Antonio Pucci, Colin Davis páros az első, míg Gianni Balzarini és Herbert Linge a második helyet szerezték meg az összetettben, ezzel az előző évi 718 GTR-rel szerzett győzelmet sikerül megismételnie a Porschénak. Ugyanezen a versenyen Edgar Barth és Umberto Maglioli a nyolchengeres boxermotorral szerelt 904/8-cal az összesített nyolcadik helyet és P2.0-s kategóriagyőzelmet szereztek.
A legtöbb versenyen a hengerűrtartalom és motorteljesítmény előnyben lévő Ferrarik – például a 250 GTO, a 275P és a 330P domináltak, így a bajnokság összesített győzelme nem volt reális és elérhető cél. A 2 literes GT kategóriában azonban a gyári Porsche csapat mellett privát versenyzők is sikereket értek el. Az 500 km-es spái versenyen Edgar Barth összesített ötödik helyezést és GT2.0 kategóriagyőzelmet ért el. A nürburgringi 1000 km-es versenyen Gerhard Koch és Ben Pon a Racing Team Holland színeiben összesített harmadik helyet, a GT2.0 kategóriában hetedik helyezést szereztek, míg Joakim Bonnier és Richie Ginther gyári versenyzők a 904/8-cal az összesített ötödik helyezést és a 2 literes prototípusok osztályában kategóriagyőzelmet értek el.
Bár a Le Mans-i 24 órás versenyen mindkét gyári 904/8-as imponáló 280 km/h körüli sebességet ért el a Hunaudières-egyenesben a versenyt egyik autó sem tudta befejezni a tengelykapcsoló hibája miatt. Robert Buchet és Guy Ligier azonban a GT2.0 osztályában kategóriagyőzelmet arattak, illetve összesített hetedik helyezést értek el.
A reimsi 12 órás autóversenyen Nasif Estéfano és Andrea Vianini a Gerhard Koch és Gerhard Mitter vezette gyári 904-est megelőzve összesített ötödik helyet és kategóriagyőzelmet aratott.
A privátcsapatok további összesített győzelmeket arattak a monzai 3 órás versenyen és a Sag Harbor-i Bridgehampton-versenypályán, 2 literes sportautók számára megrendezett 500 km-es versenyen. A Racing Team Holland versenyzője Rob Slotemaker Monzában, míg Joe Buzzetta és Bill Wuesthoff Ed Weschler csapatának szállították a győzelmet.
A párizsi 1000 km-es autóversenyen Edgar Barth és Colin Davis egy további GT2.0 kategóriagyőzelmet könyvelhetett el.
Az igazából zárt pályákra fejlesztett Porsche 904 a sportautó-világbajnokság keretein belül megrendezett néhány hegyi versenyen és ralifutamokon is nagyon sikeres volt. A Tour de France Automobile-en Robert Buchet és Herbert Linge a Lille-Nizza szakaszon összetettben a harmadik, míg kategóriájukban az első helyen végeztek. Günter Klass és Rolf Wütherich a gyári csapat pilótái a Buchet-Linge páros mögött negyedik helyen végeztek. Az alpesi-rali futamán Jacques Rey és Jean-Pierre Hanrioud az összetett harmadik helyet szerezték meg.
A hegyi Európa-bajnokság kategóriabajnoka a svájci Heini Walter lett egy 904-essel a GT osztályban, míg az összesített Európa-bajnok Edgar Barth egy Porsche 718 RS61-gyel.
A német pályaautó-bajnokság futamain több privátcsapat is indult Porsche 904-gyel, az 1,6 liter feletti kategóriában Trierben, a Nürburgringen és Neubibergben összesített győzelmet arattak, további versenyeken pedig több második, illetve harmadik helyet szereztek.

### 1965 – dominancia a német pályaautó-bajnokságban (DARM)
Az 1965-ös sportautó-világbajnokságon a Porsche a 904/6 és 904/8 prototípusok bevetéseire, valamint a 2 literes GT osztályban Carrera GTS-szel versenyző privátcsapatok legyőzésére koncentrált. A daytonai 2000 km-es autóversenyen –, ami az 1966-tól megrendezett Daytonai 24 órás autóverseny elődje volt – csak privátcsapatok indítottak Porsche 904-est, Charlie Kolb csapata két Ford GT40 és két Shelby Cobra Daytona mögött ötödik helyezést szerzett a GT2.0 kategóriában. A sebringi 12 órás versenyen a gyári csapat egy 904/8-at és két széria 904-est indított. A versenyt Günter Klass és Lake Underwood egy 904-essel az összetett ötödik helyen zárta GT2.0 kategóriagyőzelemmel, mögötte a másik gyári 904-es végzett Joe Buzzettával és Ben Ponnal a volán mögött. Gerhard Mitter és Herbert Linge 904/8-assal az összetett kilencedik helyen végzett.
Monzában a gyári csapat lemondott a hosszú távú versenyről, így a Porsche 904-gyel csak privátcsapatok képviseltették magukat. Ben Pon és Rob Slotemaker negyedik helyen végzett a 2 literes GT osztályban. A gyár a Targa Florion egy széria 904-es mellett három különböző prototípus 904-est indított, hogy a stabilitásukat össze tudják hasonlítani. A hegyi Európa-bajnokságra épített 904 Bergspyder Colin Davis és Gerhard Mitter versenyzőkkel egy Ferrari 275P2 mögött összetettben második helyen végzett, rögtön utána a 904/6, a 904/8 és egy 904 Coupé foglalta el a harmadik, negyedik és ötödik helyeket. A versenyeken megszerzett tapasztalatok vezették a Porsche fejlesztéseit abba az irányba, hogy a későbbiekben az utód Porsche 906-nál a nyolchengeres boxermotor helyett a megbízhatóbb hathengeres boxermotort használja.
A következő hosszútávú versenynél a Nürburgringen három 904/6-ost és egy 904/8-ast indított. Joakim Bonnier és Jochen Rindt 904/8-asa két Ferrari mögött a harmadik helyezést érte el a P2.0 osztályban. A másik három gyári autó az ötödik, hatodik és kilencedik helyen ért célba. A Le Mans-i 24 óráson a Porsche egy 904/8-ast, két 904/6-ost és egy 904-est indított a privátcsapatok mellett. A versenyt csak gyári autó fejezte be. A negyedik helyen Herbert Linge und Peter Nöcker végzett egy 904/6-os prototípussal, mögöttük a 904-essel az ötödik helyen futott be Gerhard Koch és Anton Fischhaber.
Az 1965-ös idény utolsó versenye a 2 literes autók számára megrendezett Bridgehampton 500 km-es verseny volt, ami Herb Wetanson Porsche 904-esének győzelmével zárult. Ez volt az utolsó összetett győzelem, amit 904-essel ebben a versenysorozatban elértek.
A hegyi Európa-bajnokságban a Porsche a speciálisan erre a versenysorozatra fejlesztett 904 Bergspyderrel indult. A többnyire Gerhard Mitter által vezetett sportkocsi nem volt igazán esélyes az erősebb Ferrari Dino 206P mellett. Az olasz Ludovico Scarfiotti nyerte a bajnokságot Ferrarival Mitter előtt. A GT osztályban Herbert Müller lett a bajnok Carrera GTS-szel.
Ahogyan az előző éven, az 1965-ös szezonban is indult privát versenyző a német pályaautó-bajnokság 2 literes GT osztályában. A gyár néhány futamon indított 904-es prototípust a fejlesztések tesztelésére. A bajnokságban a 904-es rendszeresen győzelmet aratott a nagy vetélytársak, az Abarth, Lotus és Elva felett. A tizenegy futamból nyolc alkalommal nyert Porsche 904 szériaautó. Az egyik legsikeresebb Porsche 904-es versenyző Udo Schütz három futamot nyert, további három futamon második helyezett lett, illetve egy futamon a dobogó harmadik fokára állhatott.
Az 1965-ös Monte-Carlo-ralin Eugen Böhringer és Rolf Wüthrich értek el meglepő sikert. Az orkánszerű hóviharban a 237 indulóból mindössze 22-en értek célba, köztük a Böhringer-Wüthrich gyári Porsche versenyzők a második helyet szerezték meg. A dobogó első fokára a Mini Cooper S-t vezető Timo Mäkinen Paul Ester páros állhatott.

### 1966 – utolsó bevetés gyári csapatnál

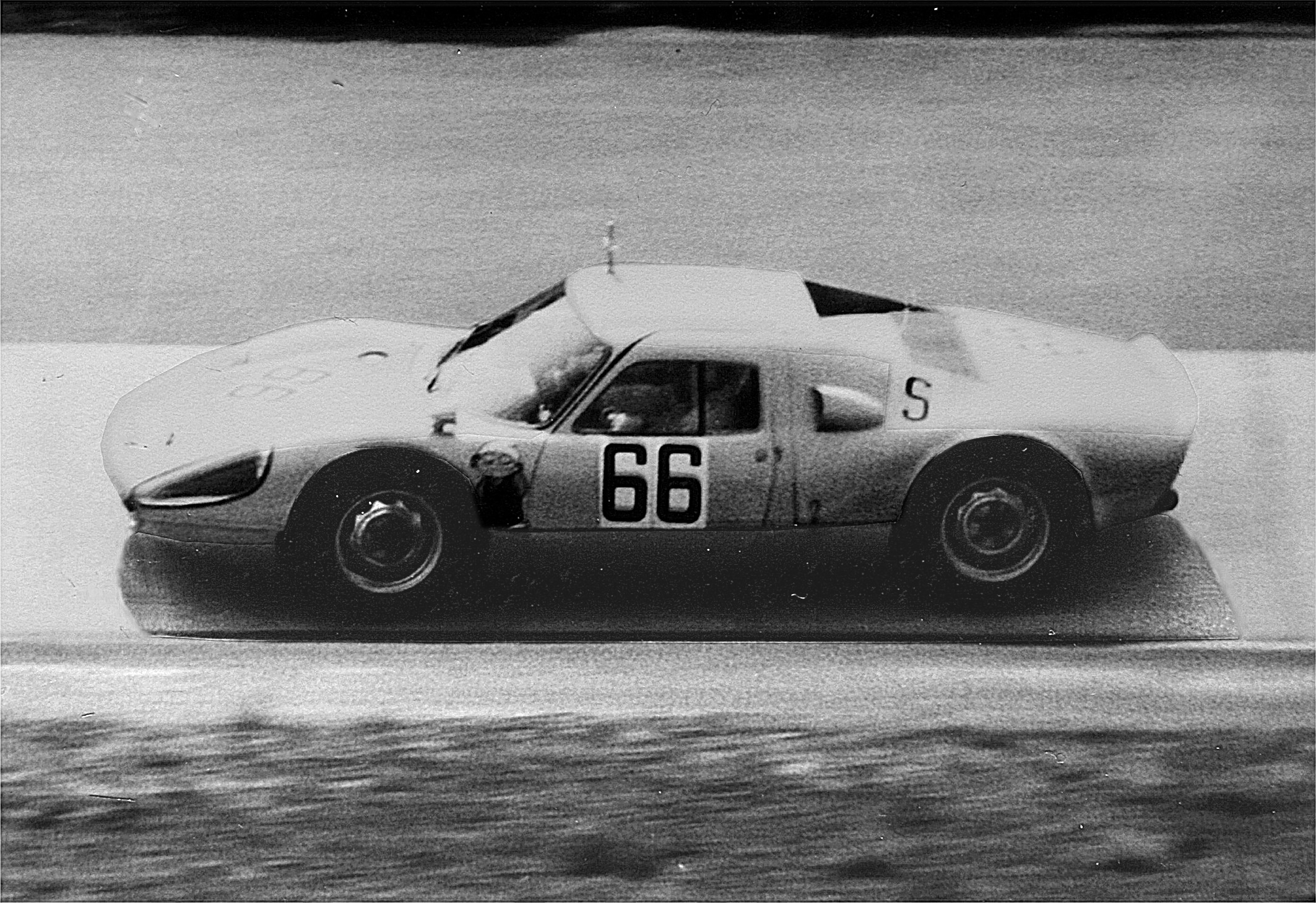
Paul Frère és Rainer Günzler Porsche 904-ese 1966. június 3-án a ZDF kameraautójaként a Nürburgring Karussell kanyarjában, felkészülés közben az 1000 km-es versenyre

Az 1966-os márka-világbajnokság során a Porsche már többnyire a 904-es váltó 906-ost használta. Csak a daytonai 24 órás autóversenyen és a sebringi 12 órás autóversenyen indítottak 904-eseket a 906-osok mellett. Daytonában Gerhard Mitter és Joe Buzzetta összetett hetedikek lettek és kategóriagyőztesek az S2.0 osztályban. A másik 904-es, Günter Klass és Udo Schütz irányításával a nyolcadik helyen haladt át a célvonalon. Sebringben volt a 904-es utolsó bevetése, George Follmer és Peter Gregg a kétliteres sportautók osztályában kategóriagyőzelmet arattak míg összetettben a hetedik helyen végeztek. Ezután a Porsche 904-es többet nem indult hosszútávú megbízhatósági versenyen.
A hegyi Európa-bajnokságon Michel Weber és Rolf Stommelen több futamon is indult Carrera GTS-szel, illetve a Sierre-Montana hegyi felfutón Rudi Lins is részt vett. Ezeken a versenyek rendszeresen negyedik, ötödik, hatodik helyezéseket értek el a versenyzők.
A német pályaautó-bajnokság Peter Ernst és Rolf Stommelen indultak Carrera GTS-szel. A szezon legjobb eredménye Stommelen második helyezése a GT osztályban a Hockenheimringen. Az 1966-os szezon után többet nem indult Porsche 904-es a német pályaautó-bajnokság futamain.

### 1967 – utolsó bevetés az autós hegyi Európa-bajnokságban
Az 1967-es autós hegyi Európa-bajnokságban a Porsche 904 már csak a  Mont Ventoux-i és a ollon-villars-i hegyi felfutókon indult. A Mont Ventouxban induló két 904-es a 12. és a 22. helyet szerezték meg. Az Ollon-Villarsban megrendezett versenyen, ami a sportautó-világbajnokság kereteibe is beletartozott Gildo de Guidi a 15., Hans Schertenleib a 29. helyet szerezték meg az összetettben.

## Műszaki adatok
A Porsche 904-est az 1963-tól 1965-ig tartó gyártási periódusa alatt az alábbi technikai paraméterekkel gyártották:
| Porsche 904:                    | 904 kupé (utcai változat)                                                           | 904 kupé                                                                            | 904/6 kupé                                                              | 904/8 kupé                                                                          | 904/8 Bergspyder „kenguru”                                                          |
| ------------------------------- | ----------------------------------------------------------------------------------- | ----------------------------------------------------------------------------------- | ----------------------------------------------------------------------- | ----------------------------------------------------------------------------------- | ----------------------------------------------------------------------------------- |
| Motor:                          | 4 hengeres boxer (négyütemű)                                                        | 4 hengeres boxer (négyütemű)                                                        | 6 hengeres boxer (négyütemű)                                            | 8 hengeres boxer (négyütemű)                                                        | 8 hengeres boxer (négyütemű)                                                        |
| Lökettérfogat:                  | 1966 cm3                                                                            | 1966 cm3                                                                            | 1991 cm3                                                                | 2195 cm3                                                                            | 1982 cm3                                                                            |
| Furat × löket:                  | 92,0 × 74,0 mm                                                                      | 92,0 × 74,0 mm                                                                      | 80,0 × 66,0 mm                                                          | 80,0 × 54,6 mm                                                                      | 76,0 × 54,6 mm                                                                      |
| Teljesítmény 1/min-nél:         | 114 kW (155 LE)/6900                                                                | 132 kW (180 LE)/7200                                                                | 155 kW (210 LE) /8000                                                   | 198 kW (270 LE)/8600                                                                | 191 kW (260 LE)/8800                                                                |
| Max. forgatónyomaték 1/min-nél: | 169 Nm/5000                                                                         | 196 Nm/5000                                                                         | 196 Nm/6000                                                             | 230 Nm/7000                                                                         | 210 Nm/7100                                                                         |
| Sűrítési arány:                 | 9,8 : 1                                                                             | 9,8 : 1                                                                             | 10,3 : 1                                                                | 10,2 : 1                                                                            | 10,5 : 1                                                                            |
| Vezérlés:                       | hengersoronként kettő darab felülfekvő vezérműtengely (OHC) királytengely-hajtással | hengersoronként kettő darab felülfekvő vezérműtengely (OHC) királytengely-hajtással | hengersoronként egy darab felülfekvő vezérműtengely (OHC) lánchajtással | hengersoronként kettő darab felülfekvő vezérműtengely (OHC) királytengely-hajtással | hengersoronként kettő darab felülfekvő vezérműtengely (OHC) királytengely-hajtással |
| Hűtés:                          | léghűtés                                                                            | léghűtés                                                                            | léghűtés                                                                | léghűtés                                                                            | léghűtés                                                                            |
| Nyomatékváltómű:                | 5 fokozatú kézi, sperrdiferenciállal, hátsókerékhajtás                              | 5 fokozatú kézi, sperrdiferenciállal, hátsókerékhajtás                              | 5 fokozatú kézi, sperrdiferenciállal, hátsókerékhajtás                  | 5 fokozatú kézi, sperrdiferenciállal, hátsókerékhajtás                              | 5 fokozatú kézi, sperrdiferenciállal, hátsókerékhajtás                              |
| Fékek:                          | elöl-hátul tárcsafék, kétkörös                                                      | elöl-hátul tárcsafék, kétkörös                                                      | elöl-hátul tárcsafék, kétkörös                                          | elöl-hátul tárcsafék, kétkörös                                                      | elöl-hátul tárcsafék, kétkörös                                                      |
| Felfüggesztés elöl:             | kettős keresztlengőkar, stabilizátor                                                | kettős keresztlengőkar, stabilizátor                                                | kettős keresztlengőkar, stabilizátor                                    | kettős keresztlengőkar, stabilizátor                                                | kettős keresztlengőkar, stabilizátor                                                |
| Felfüggesztés hátul:            | kettős keresztlengőkar, stabilizátor                                                | kettős keresztlengőkar, stabilizátor                                                | kettős keresztlengőkar, stabilizátor                                    | kettős keresztlengőkar, stabilizátor                                                | kettős keresztlengőkar, stabilizátor                                                |
| Rugózás elöl:                   | tekercsrugó teleszkóp-lengéscsillapítóval                                           | tekercsrugó teleszkóp-lengéscsillapítóval                                           | tekercsrugó teleszkóp-lengéscsillapítóval                               | tekercsrugó teleszkóp-lengéscsillapítóval                                           | tekercsrugó teleszkóp-lengéscsillapítóval                                           |
| Rugózás hátul:                  | tekercsrugó teleszkóp-lengéscsillapítóval                                           | tekercsrugó teleszkóp-lengéscsillapítóval                                           | tekercsrugó teleszkóp-lengéscsillapítóval                               | tekercsrugó teleszkóp-lengéscsillapítóval                                           | tekercsrugó teleszkóp-lengéscsillapítóval                                           |
| Karosszéria:                    | műanyag karosszéria önhordó acélvázon                                               | műanyag karosszéria önhordó acélvázon                                               | műanyag karosszéria önhordó acélvázon                                   | műanyag karosszéria önhordó acélvázon                                               | műanyag karosszéria önhordó acélvázon                                               |
| Nyomtáv elöl/hátul:             | 1316/1312 mm                                                                        | 1316/1312 mm                                                                        | 1314/1312 mm                                                            | 1314/1312 mm                                                                        | 1338/1402 mm                                                                        |
| Tengelytáv:                     | 2300 mm                                                                             | 2300 mm                                                                             | 2300 mm                                                                 | 2300 mm                                                                             | 2300 mm                                                                             |
| Gumik/keréktárcsák:             | elöl: 185/70 HR 15/7J × 15 hátul: 185/70 HR 15/7J × 15                              | elöl: 5.50-15/?J × 15 hátul: 6.00-15/?J × 15                                        | elöl: 5.50-15/?J × 15 hátul: 6.00-15/?J × 15                            | elöl: 5.50-15/?J × 15 hátul: 6.00-15/?J × 15                                        | elöl: 5.50-15/?J × 15 hátul: 6.00-15/?J × 15                                        |
| Méretek H × Sz × M:             | 4090 × 1540 × 1065 mm                                                               | 4090 × 1540 × 1065 mm                                                               | 4090 × 1540 × 1065 mm                                                   | 4090 × 1540 × 1065 mm                                                               | 4113 × ? × ? mm                                                                     |
| Üres tömeg (saját tömeg):       | 650 kg                                                                              | 650 kg                                                                              | 640 kg                                                                  | 640 kg                                                                              | 570 kg                                                                              |
| Végsebesség:                    | 250 km/h                                                                            | 263 km/h                                                                            | 263 km/h                                                                | 263 km/h                                                                            | 260 km/h                                                                            |
| Gyorsulás 0–100 km/h:           |                                                                                     | 5,5 s                                                                               |                                                                         |                                                                                     |                                                                                     |

## Fordítás
Ez a szócikk részben vagy egészben  a   Porsche 904 című német Wikipédia-szócikk ezen változatának fordításán alapul.  Az eredeti cikk szerkesztőit annak laptörténete sorolja fel. Ez a jelzés csupán a megfogalmazás eredetét és a szerzői jogokat jelzi, nem szolgál a cikkben szereplő információk forrásmegjelöléseként.